# Clan Sakai
Il clan Sakai (酒井氏?, Sakai-shi) fu un clan del Giappone feudale che governò nella provincia di Mikawa.

## Storia
Famiglia di daimyō, proveniente dalla provincia Mikawa e discendente da Minamoto Arichika. Arichika ebbe due figli: uno, Yasuchika, prese il nome di Matsudaira; l'altro, Chikauji, quello di Sakai, e fu quest'ultimo a dare inizio al clan. Hirochika, figlio di Chikauji, ebbe due figli, Ujitada e Ietada, che furono i capi dei due rami principali della famiglia.
Durante il periodo Sengoku, servendo Tokugawa Ieyasu, i Sakai divennero tra i più  importanti seguaci del clan Tokugawa. Per questo, con l'avvento periodo Edo, godettero di notevole prestigio e potere con l'instaurazione dello shogunato Tokugawa.

## Membri importanti del clan
- Sakai Tadatsugu (酒井 忠次?; 1527 - 1596) figlio di Sakai Tadachika. Al servizio di Ieyasu divenne custode del castello di Yoshida (Mikawa) e, nel 1584, sconfisse e uccise Ikeda Nobuteru durante la battaglia di Komaki e Nagakute.

- Sakai Ietsugu (酒井 家次?; 1564 - 1619) figlio ed erede di Tadatsugu. Nel 1578, succedette al padre nel governo del castello di Yoshida (Mikawa). Quando Ieyasu fu trasferito a nel Kantō (1590) gli assegnò un reddito di 30.000 koku a Usui (Kōzuke); nel 1604, Ietsugu si insediò a Takasaki (Kozuke - 50.000 koku). Per il suo valore durante la campagna di Osaka fu ricompensato nel 1616 con il feudo di Takata (Echigo, 100.000 koku). Dopo la sua morte i suoi eredi risiedettero a Matsushiro nel 1619 (Shinano); poi dal 1622 al 1868 a Tsurugaoka (Dewa, 120.000 k.). In seguito dichiarati conti. Un ramo di questa famiglia si stabilì a Matsumine (Dewa, 20.000 koku) nel 1647 e vi costruì un castello nel 1779 dove rimasero fino al rinnovamento Meiji. - Divennero visconti.

- Sakai Tadakatsu (酒井 忠勝?; 1594 - 1647) figlio di Ietsugu. Dopo brevi incarichi come daimyō dei domini di Takada e Matsushiro, Tadakatsu fu trasferito al nuovo dominio Shōnai (noto anche come dominio di Tsurugaoka, provincia di Dewa) nell'estate del 1622. Si ritirò nel 1634, cedendo la sua posizione al figlio Tadamasa.

- Sakai Masachika (酒井 正親?; 1521 - 1576) figlio di Kiyohide. Servitore Tokugawa, nel 1561 conquistò il castello di Nishio (Mikawa), il quale gli fu affidato.

- Sakai Shigetada (酒井 重忠?; 1549 - 1617) figlio di Masachika. Salvò Ieyasu durante un'attraversata di un fiume nella provincia di Iga. Ricevette il feudo di Kawagoe (Musashi, 15.000 koku) nel 1590. Durante la battaglia di Sekigahara difendette il castello di Ōtsu ricevendo nel 1601 il dominio di Umayabashi (Kōzuke, 35.000 koku). Durante la campagna di Osaka (1615) custodì il castello di Edo.

- Sakai Tadatoshi (酒井 忠利?; 1562 - 1627) figlio di Masachika, combatté durante la battaglia di Komaki e Nagakute. Durante la campagna di Sekigahara partecipò all'assedio di Ueda sotto il comando di Tokugawa Hidetada. Ricevette il feudo di Tanaka (Suruga, 10.000 koku) nel 1601, poi fu trasferito a Kawagoe (Musashi, 30.000 koku) nel 1609.

- Sakai Tadakatsu (酒井 忠勝?; 1587 - 1662) figlio di Tadatoshi. La battaglia di Sekigahara fu la sua prima battaglia a soli tredici anni. Fu trasferito a Obama (Wakasa, 103.500 koku) nel 1634, dove i suoi discendenti rimasero fino al Rinnovamento Meiji, e divennero Kazoku, ossia conti o baroni. Eredi di questo ramo del clan dal 1682 al 1868 risiedettero a Tsuruga (Echizen, 10.000 koku). Servì ben quattro shōgun Tokugawa: Ieyasu, Hidetada, Iemitsu e Ietsuna.

- Sakai Tadakiyo (酒井 忠清?; 1626 - 1681) figlio di Tadayuki e nipote di Tadayo. Governatore durante la malattia dello Shōgun Tokugawa Ietsuna (1675-1680) dove si mise in mostra per il suo talento nell'amministrazione. I suoi discendenti furono trasferiti a Himeji (Harima, 150.000 koku) nel 1749, dove rimasero fino al Rinnovamento Meiji, al seguito del quale divennero Kazoku. Anche altri due rami della famiglia ricevettero il titolo di Kazoku.

## Genealogia
|  |  |  |  |  |  |           |           |           |           |                    |                    |                    |                    |                    |                    |          |          |          |          | Chikauji  |  |  |  |           |           |           |           |           |           |           |           |           |           |           |           |          |          |          |          |           |           |           |           |           |           |          |          |          |          |         |         |           |           |           |           |           |           |  |  |  |  |  |  |  |  |  |  |  |  |  |  |  |  |  |  |  |  |  |  |  |  |  |  |  |  |
|  |  |  |  |  |  |           |           |           |           |                    |                    |                    |                    |                    |                    |          |          |          |          |           |  |  |  |           |           |           |           |           |           |           |           |           |           |           |           |          |          |          |          |           |           |           |           |           |           |          |          |          |          |         |         |           |           |           |           |           |           |  |  |  |  |  |  |  |  |  |  |  |  |  |  |  |  |  |  |  |  |  |  |  |  |  |  |  |  |
|  |  |  |  |  |  |           |           |           |           |                    |                    |                    |                    |                    |                    |          |          |          |          | Hirochika |  |  |  |           |           |           |           |           |           |           |           |           |           |           |           |          |          |          |          |           |           |           |           |           |           |          |          |          |          |         |         |           |           |           |           |           |           |  |  |  |  |  |  |  |  |  |  |  |  |  |  |  |  |  |  |  |  |  |  |  |  |  |  |  |  |
|  |  |  |  |  |  |           |           |           |           |                    |                    |                    |                    |                    |                    |          |          |          |          |           |  |  |  |           |           |           |           |           |           |           |           |           |           |           |           |          |          |          |          |           |           |           |           |           |           |          |          |          |          |         |         |           |           |           |           |           |           |  |  |  |  |  |  |  |  |  |  |  |  |  |  |  |  |  |  |  |  |  |  |  |  |  |  |  |  |
|  |  |  |  |  |  |           |           |           |           |                    |                    |                    |                    |                    |                    |          |          |          |          |           |  |  |  |           |           |           |           |           |           |           |           |           |           |           |           |          |          |          |          |           |           |           |           |           |           |          |          |          |          |         |         |           |           |           |           |           |           |  |  |  |  |  |  |  |  |  |  |  |  |  |  |  |  |  |  |  |  |  |  |  |  |  |  |  |  |
|  |  |  |  |  |  |           |           |           |           |                    |                    |                    |                    |                    |                    |          |          |          |          |           |  |  |  |           |           |           |           |           |           |           |           |           |           |           |           |          |          |          |          |           |           |           |           |           |           |          |          |          |          |         |         |           |           |           |           |           |           |  |  |  |  |  |  |  |  |  |  |  |  |  |  |  |  |  |  |  |  |  |  |  |  |  |  |  |  |
|  |  |  |  |  |  |           |           |           |           | Ujitada            | Ujitada            | Ujitada            | Ujitada            | Ujitada            | Ujitada            |          |          |          |          |           |  |  |  |           |           |           |           |           |           | Ietada    | Ietada    | Ietada    | Ietada    | Ietada    | Ietada    |          |          |          |          |           |           |           |           |           |           |          |          |          |          |         |         |           |           |           |           |           |           |  |  |  |  |  |  |  |  |  |  |  |  |  |  |  |  |  |  |  |  |  |  |  |  |  |  |  |  |
|  |  |  |  |  |  |           |           |           |           | Ujitada            | Ujitada            | Ujitada            | Ujitada            | Ujitada            | Ujitada            |          |          |          |          |           |  |  |  |           |           |           |           |           |           | Ietada    | Ietada    | Ietada    | Ietada    | Ietada    | Ietada    |          |          |          |          |           |           |           |           |           |           |          |          |          |          |         |         |           |           |           |           |           |           |  |  |  |  |  |  |  |  |  |  |  |  |  |  |  |  |  |  |  |  |  |  |  |  |  |  |  |  |
|  |  |  |  |  |  |           |           |           |           | Tadakatsu          | Tadakatsu          | Tadakatsu          | Tadakatsu          | Tadakatsu          | Tadakatsu          |          |          |          |          |           |  |  |  |           |           |           |           |           |           | Nobuchika | Nobuchika | Nobuchika | Nobuchika | Nobuchika | Nobuchika |          |          |          |          |           |           |           |           |           |           |          |          |          |          |         |         |           |           |           |           |           |           |  |  |  |  |  |  |  |  |  |  |  |  |  |  |  |  |  |  |  |  |  |  |  |  |  |  |  |  |
|  |  |  |  |  |  |           |           |           |           | Tadakatsu          | Tadakatsu          | Tadakatsu          | Tadakatsu          | Tadakatsu          | Tadakatsu          |          |          |          |          |           |  |  |  |           |           |           |           |           |           | Nobuchika | Nobuchika | Nobuchika | Nobuchika | Nobuchika | Nobuchika |          |          |          |          |           |           |           |           |           |           |          |          |          |          |         |         |           |           |           |           |           |           |  |  |  |  |  |  |  |  |  |  |  |  |  |  |  |  |  |  |  |  |  |  |  |  |  |  |  |  |
|  |  |  |  |  |  |           |           |           |           | Yasutada           | Yasutada           | Yasutada           | Yasutada           | Yasutada           | Yasutada           |          |          |          |          |           |  |  |  |           |           |           |           |           |           | Ietsugu   | Ietsugu   | Ietsugu   | Ietsugu   | Ietsugu   | Ietsugu   |          |          |          |          |           |           |           |           |           |           |          |          |          |          |         |         |           |           |           |           |           |           |  |  |  |  |  |  |  |  |  |  |  |  |  |  |  |  |  |  |  |  |  |  |  |  |  |  |  |  |
|  |  |  |  |  |  |           |           |           |           | Yasutada           | Yasutada           | Yasutada           | Yasutada           | Yasutada           | Yasutada           |          |          |          |          |           |  |  |  |           |           |           |           |           |           | Ietsugu   | Ietsugu   | Ietsugu   | Ietsugu   | Ietsugu   | Ietsugu   |          |          |          |          |           |           |           |           |           |           |          |          |          |          |         |         |           |           |           |           |           |           |  |  |  |  |  |  |  |  |  |  |  |  |  |  |  |  |  |  |  |  |  |  |  |  |  |  |  |  |
|  |  |  |  |  |  |           |           |           |           | Tadachika          | Tadachika          | Tadachika          | Tadachika          | Tadachika          | Tadachika          |          |          |          |          |           |  |  |  |           |           |           |           |           |           | Kiyohide  | Kiyohide  | Kiyohide  | Kiyohide  | Kiyohide  | Kiyohide  |          |          |          |          |           |           |           |           |           |           |          |          |          |          |         |         |           |           |           |           |           |           |  |  |  |  |  |  |  |  |  |  |  |  |  |  |  |  |  |  |  |  |  |  |  |  |  |  |  |  |
|  |  |  |  |  |  |           |           |           |           | Tadachika          | Tadachika          | Tadachika          | Tadachika          | Tadachika          | Tadachika          |          |          |          |          |           |  |  |  |           |           |           |           |           |           | Kiyohide  | Kiyohide  | Kiyohide  | Kiyohide  | Kiyohide  | Kiyohide  |          |          |          |          |           |           |           |           |           |           |          |          |          |          |         |         |           |           |           |           |           |           |  |  |  |  |  |  |  |  |  |  |  |  |  |  |  |  |  |  |  |  |  |  |  |  |  |  |  |  |
|  |  |  |  |  |  |           |           |           |           | Tadatsugu          | Tadatsugu          | Tadatsugu          | Tadatsugu          | Tadatsugu          | Tadatsugu          |          |          |          |          |           |  |  |  |           |           |           |           |           |           | Masachika | Masachika | Masachika | Masachika | Masachika | Masachika |          |          |          |          |           |           |           |           |           |           |          |          |          |          |         |         |           |           |           |           |           |           |  |  |  |  |  |  |  |  |  |  |  |  |  |  |  |  |  |  |  |  |  |  |  |  |  |  |  |  |
|  |  |  |  |  |  |           |           |           |           | Tadatsugu          | Tadatsugu          | Tadatsugu          | Tadatsugu          | Tadatsugu          | Tadatsugu          |          |          |          |          |           |  |  |  |           |           |           |           |           |           | Masachika | Masachika | Masachika | Masachika | Masachika | Masachika |          |          |          |          |           |           |           |           |           |           |          |          |          |          |         |         |           |           |           |           |           |           |  |  |  |  |  |  |  |  |  |  |  |  |  |  |  |  |  |  |  |  |  |  |  |  |  |  |  |  |
|  |  |  |  |  |  |           |           |           |           |                    |                    |                    |                    |                    |                    |          |          |          |          |           |  |  |  |           |           |           |           |           |           |           |           |           |           |           |           |          |          |          |          |           |           |           |           |           |           |          |          |          |          |         |         |           |           |           |           |           |           |  |  |  |  |  |  |  |  |  |  |  |  |  |  |  |  |  |  |  |  |  |  |  |  |  |  |  |  |
|  |  |  |  |  |  |           |           |           |           | Ietsugu            | Ietsugu            | Ietsugu            | Ietsugu            | Ietsugu            | Ietsugu            |          |          |          |          |           |  |  |  | Shigetada | Shigetada | Shigetada | Shigetada | Shigetada | Shigetada |           |           |           |           |           |           |          |          |          |          | Tadatoshi | Tadatoshi | Tadatoshi | Tadatoshi | Tadatoshi | Tadatoshi |          |          |          |          |         |         |           |           |           |           |           |           |  |  |  |  |  |  |  |  |  |  |  |  |  |  |  |  |  |  |  |  |  |  |  |  |  |  |  |  |
|  |  |  |  |  |  |           |           |           |           | Ietsugu            | Ietsugu            | Ietsugu            | Ietsugu            | Ietsugu            | Ietsugu            |          |          |          |          |           |  |  |  | Shigetada | Shigetada | Shigetada | Shigetada | Shigetada | Shigetada |           |           |           |           |           |           |          |          |          |          | Tadatoshi | Tadatoshi | Tadatoshi | Tadatoshi | Tadatoshi | Tadatoshi |          |          |          |          |         |         |           |           |           |           |           |           |  |  |  |  |  |  |  |  |  |  |  |  |  |  |  |  |  |  |  |  |  |  |  |  |  |  |  |  |
|  |  |  |  |  |  |           |           |           |           | Tadakatsu (Shōnai) | Tadakatsu (Shōnai) | Tadakatsu (Shōnai) | Tadakatsu (Shōnai) | Tadakatsu (Shōnai) | Tadakatsu (Shōnai) |          |          |          |          |           |  |  |  | Tadayo    | Tadayo    | Tadayo    | Tadayo    | Tadayo    | Tadayo    |           |           |           |           |           |           |          |          |          |          | Tadakatsu | Tadakatsu | Tadakatsu | Tadakatsu | Tadakatsu | Tadakatsu |          |          |          |          |         |         |           |           |           |           |           |           |  |  |  |  |  |  |  |  |  |  |  |  |  |  |  |  |  |  |  |  |  |  |  |  |  |  |  |  |
|  |  |  |  |  |  |           |           |           |           | Tadakatsu (Shōnai) | Tadakatsu (Shōnai) | Tadakatsu (Shōnai) | Tadakatsu (Shōnai) | Tadakatsu (Shōnai) | Tadakatsu (Shōnai) |          |          |          |          |           |  |  |  | Tadayo    | Tadayo    | Tadayo    | Tadayo    | Tadayo    | Tadayo    |           |           |           |           |           |           |          |          |          |          | Tadakatsu | Tadakatsu | Tadakatsu | Tadakatsu | Tadakatsu | Tadakatsu |          |          |          |          |         |         |           |           |           |           |           |           |  |  |  |  |  |  |  |  |  |  |  |  |  |  |  |  |  |  |  |  |  |  |  |  |  |  |  |  |
|  |  |  |  |  |  |           |           |           |           |                    |                    |                    |                    |                    |                    |          |          |          |          |           |  |  |  |           |           |           |           |           |           |           |           |           |           |           |           |          |          |          |          |           |           |           |           |           |           |          |          |          |          |         |         |           |           |           |           |           |           |  |  |  |  |  |  |  |  |  |  |  |  |  |  |  |  |  |  |  |  |  |  |  |  |  |  |  |  |
|  |  |  |  |  |  | Tadatsune | Tadatsune | Tadatsune | Tadatsune | Tadatsune          | Tadatsune          |                    |                    | Tadamasa           | Tadamasa           | Tadamasa | Tadamasa | Tadamasa | Tadamasa |           |  |  |  | Tadayuki  | Tadayuki  | Tadayuki  | Tadayuki  | Tadayuki  | Tadayuki  |           |           |           |           |           |           | Tadatomo | Tadatomo | Tadatomo | Tadatomo | Tadatomo  | Tadatomo  |           |           |           |           | Tadanao  | Tadanao  | Tadanao  | Tadanao  | Tadanao | Tadanao |           |           |           |           |           |           |  |  |  |  |  |  |  |  |  |  |  |  |  |  |  |  |  |  |  |  |  |  |  |  |  |  |  |  |
|  |  |  |  |  |  | Tadatsune | Tadatsune | Tadatsune | Tadatsune | Tadatsune          | Tadatsune          |                    |                    | Tadamasa           | Tadamasa           | Tadamasa | Tadamasa | Tadamasa | Tadamasa |           |  |  |  | Tadayuki  | Tadayuki  | Tadayuki  | Tadayuki  | Tadayuki  | Tadayuki  |           |           |           |           |           |           | Tadatomo | Tadatomo | Tadatomo | Tadatomo | Tadatomo  | Tadatomo  |           |           |           |           | Tadanao  | Tadanao  | Tadanao  | Tadanao  | Tadanao | Tadanao |           |           |           |           |           |           |  |  |  |  |  |  |  |  |  |  |  |  |  |  |  |  |  |  |  |  |  |  |  |  |  |  |  |  |
|  |  |  |  |  |  |           |           |           |           |                    |                    |                    |                    |                    |                    |          |          |          |          |           |  |  |  |           |           |           |           |           |           |           |           |           |           |           |           |          |          |          |          |           |           |           |           |           |           |          |          |          |          |         |         |           |           |           |           |           |           |  |  |  |  |  |  |  |  |  |  |  |  |  |  |  |  |  |  |  |  |  |  |  |  |  |  |  |  |
|  |  |  |  |  |  | Tadayoshi | Tadayoshi | Tadayoshi | Tadayoshi | Tadayoshi          | Tadayoshi          |                    |                    | Tadayo             | Tadayo             | Tadayo   | Tadayo   | Tadayo   | Tadayo   |           |  |  |  | Tadakiyo  | Tadakiyo  | Tadakiyo  | Tadakiyo  | Tadakiyo  | Tadakiyo  |           |           |           |           |           |           | Tadakuni | Tadakuni | Tadakuni | Tadakuni | Tadakuni  | Tadakuni  |           |           | Tadataka  | Tadataka  | Tadataka | Tadataka | Tadataka | Tadataka |         |         | Tadashige | Tadashige | Tadashige | Tadashige | Tadashige | Tadashige |  |  |  |  |  |  |  |  |  |  |  |  |  |  |  |  |  |  |  |  |  |  |  |  |  |  |  |  |

## Curiosità
Nel videogioco Ghost of Tsushima, il protagonista Jin Sakai è membro ed erede del clan Sakai. Tuttavia, non ha nulla a che fare con il clan Sakai reale, che fu fondato nel XIV secolo, un secolo dopo l'ambientazione del gioco.